# Артемезія
Озеро Артемезія (англ. Artemesia) — штучне озеро в окрузі принца Георга, Меріленд, США, розташоване в межах природної території озера Артемезія в містах Колледж-Парк та Бервін-Гайтс. Озеро займає площу 150 000 м², а прилегла природна зона, якою управляє Комісія з парків і планування національної столиці Меріленда, включає водні сади, пірси для риболовлі та пішохідно-велосипедні доріжки.
Озеро, що лежить між Індіан-Крик та Пейнт-Бранч, створили наприкінці 1980-х років під час завершення будівництва Зеленої лінії метро Вашингтона, яка пролягає вздовж озера. Пісок і гравій видобували на місці менших озер і навколишньої території для будівництва колій і парковок для станцій Коледж Парк — Університет Меріленду і Грінбелт. Завдяки використанню місцевих матеріалів метро зекономило 10 мільйонів доларів і натомість витратило 8 мільйонів на будівництво озера та природної зони для відновлення пошкодженої ділянки. Під час будівництва ділянка була позначена як «Озеро Метро».
Парк названий на честь Артемезії Дрефс, яка у 1972 році подарувала округу десять ділянок землі для збереження як відкритий простір. Менше озеро, яке раніше існувало на цьому місці, створене в середині 1800-х років під час видобутку каменю для будівництва лінії Вашингтонського відділення залізниці B&O, і вже мало назву озеро Артемезія на честь матері та бабусі Артемезії, які мали таке саме ім'я. Батько Дрефс, Артур, здійснив обмір земель для розвитку свого проєкту Лейкленд у 1890-х роках; за словами Дрефс, первісне озеро спочатку використовувалося для вирощування золотих рибок, але пізніше там розвели окуня.
Пішохідно-велосипедна доріжка довжиною 2,17 км. навколо озера є частиною системи доріжок приток Анакостії та Зеленої дороги східного узбережжя.
На місці парку озера Артемезія раніше була третина спільноти Лейкленд, афроамериканської спільноти, яка стала частиною Коледж-Парку, штат Меріленд у 1945 році.